# Mihail Lapaty
Mihail Lapaty (ortografiat și Mihail Lapati) (n. 1816 (?), Caracal – d. 1860 (?)) a fost un pictor romantic român. A studiat la Paris. În creația sa a abordat teme rustice pe care le-a tratat idealizant („Buchetiera română”, 1857; „Țărance încărcate cu flori”). S-a ocupat și de pictura istorică (portretul ecvestru al lui Mihai Viteazul).

## Încadrare în atmosfera artistică pariziană
Mihail Lapaty a fost un pictor care a trăit și s-a format la Paris. El a participat îndeaproape la propagarea ideilor acelor vremuri făcând din arta sa un mijloc cu care a concurat în expozițiile epocii cu artiști francezi de aceeași vârstă cu el. Dacă Ion Negulici a fost mai mult un simplu desenator care a făcut scurte incursiuni în domeniul picturii, Lapaty a fost, asemenea lui Constantin Rosenthal, unul dintre pictorii care nu s-au temut de critica de artă și a vrut ca lucrările lui să fie comentate după criteriile occidentale.
Artistul român a fost admis la două din Saloanele Oficiale de la Paris, cel din anul 1857 și cel organizat în 1858. Ca urmare, lucrările lui au fost jurizate de comisii foarte competente prin comparație cu ce se petrecea pe atunci în Principatele Dunărene. Este foarte probabil ca informațiile despre Mihail Lapaty care sunt înscrise în cataloagele saloanelor pariziene să fie singurele date biografice care au rămas despre el. Acest lucru nu este unul lipsit de importanță deoarece mulți artiști francezi și mai ales străini așteptau de la astfel de saloane consacrarea în lumea artelor.
Participarea artiștilor români la manifesătile expoziționale de la Paris a fost totdeauna un lucru de băgat în seamă. Afirmația este susținută de faptul că Salonul de la Paris, ca și activitatea Academiei de Arte Frumoase din Franța, au fost supuse tot timpul tirului criticilor de artă ai acelor vremuri. Astfel, comisiile de admitere a lucrărilor în cadrul Saloanelor Oficiale, hotărau discreționar accesul și în acest fel comiteau nedreptăți strigătoare la cer prin refuzarea unor opere care fac astăzi fala muzeelor de pe tot mapamondul. Acest fenomen a avut loc în cazul artiștilor care prin noile lor concepții asupra artei, atacau idealurile pe care Academia le promova ca atitudine oficială.

## Ce se știe despre viața și activitatea lui Mihail Lapaty
Mihail Lapaty s-a născut la Caracal, așa cum rezultă din catalogul expoziției ocazionate de Salonul din Paris 1857 unde a prezentat primul său tablou intitulat Eva, bouquetière romaine. Datele pe care le furnizează acest catalog sunt singurele care există și care autentifică faptul că el s-a născut la Caracala, identificată de istoricul de artă George Oprescu cu orașul de astăzi Caracal. Istoricul a precizat că Lapaty a fost probabil descendentul unei familii de origini levantine care s-a stabilit în Oltenia la sfârșitul secolului al XVIII-lea. După cum reiese dintr-o scrisoare a Zoei Golescu trimisă la Paris fiilor săi, în anul 1853, Mihail Lapaty avea deja rangul de pitar. Scrisoarea a fost dusă la Paris de Lapaty cu ocazia căsătoriei pe care artistul trebuia s-o încheie în capitala Franței. După analizele altor istorici, s-a crezut că Mihail Lapaty ar fi fost elevul marelui precursor al romantismului Théodore Géricault, care a murit în anul 1823. După George Oprescu, dacă Lapaty era născut la acea dată, nu putea decât să fie un copil. Tot din catalogul din 1857, reiese că Lapaty a declarat că a fost elevul lui Ary Scheffer care a fost un celebru partizan al lui Eugène Delacroix. Ary Scheffer era bine dotat și apreciat în meșteșugul picturii, cu toate că nu a fost tot timpul consecvent cu principiile sale romantice. Aceste considerații, au făcut ca Lapaty să realizeze lucrări mai întunecate, dar calde în același timp, așa cum este Buchetiera, unde se văd umbre bituminoase și grele, iar materia păstoasă induce ideea unei influențe a școlii promovate de Ary Scheffer, cu predilecție ieșind în evidență desenul clasic și ovalul de tip statuă al personajului feminin.
La Salonul de la Paris din anul 1858, Mihail Lapaty a expus alte două lucrări intitulate Portretul lui Omer Pașa și La mariée maudite. Titlul celei de a doua lucrări expuse reflectă fără nicio îndoială spiritul în care a fost tratată. Se crede că în acest tablou s-ar fi putut vedea influența profesorului său. Portretul lui Omer, a opinat George Oprescu, ar trebui considerat ca fiind un omagiu generalului turc, în condițiile în care antipatia din acea epocă față de ruși ajunsese la paroxism. Astfel, artistul a purces în opera lui cu aceleași sentimente și intenții cu care Theodor Aman a expus la același Salon din 1857 Vanatori si zuavi in fata Sevastopolului ( în limba franceză Chasseurs et Zouaves devant Sebastopol (3-e division) ) sau cu Lupta de la Alma ( limba franceză Bataille de l'Alma ) expusă la Expoziția internațională din 1855, urmată de multe altele aflate la comercianții de tablouri ai vremii, vezi Bătălia de la Oltenița.

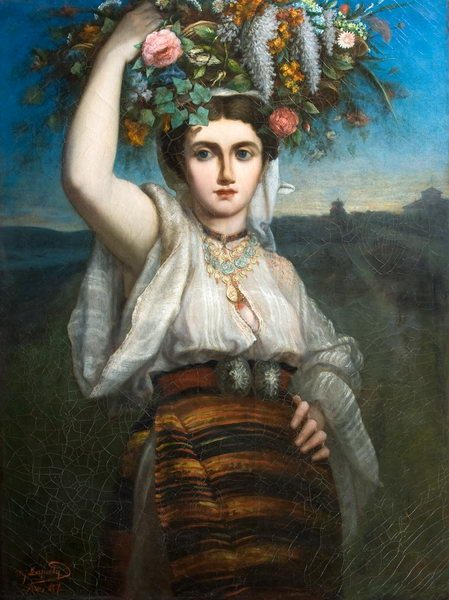
Eva, bouquetière romaine (Buchetiera) - aflată astăzi la Pinacoteca din București - de Lapaty

Cele spuse până acum sunt singurele informații sigure care atestă activitatea lui Mihail Lapaty. În anul 1858, ziarul Romînul condus de C. A. Rosetti a pomenit faptul că Lapaty făcea copia unui portret al lui Mihai Viteazul la Biblioteca Imperială de la Paris, astăzi Biblioteca Națională a Franței. George Oprescu a considerat că era vorba despre o litografie după una din reprezentările de epocă ale voievodului român. Portretul (litografia n. r.) ... tras de pictorul M. Lapaty după originalul ce se află la biblioteca împărătească de la Paris de către însuși d-l Lapaty, astăzi, nu este cunoscut.
Toate informațiile acestea trebuie coroborate cu altele mai mult sau mai puțin exacte. Astfel, o lucrare care îl înfățișează pe Mihai Viteazul la Călugăreni a fost reprodus în revista L'Illustration din anul 1855. Cu toate că data publicării în revistă precede lucrările cu care a participat Lapaty la Saloanele din Paris din 1857 și 1858, analiștii și-au exprimat părerea că figura voievodului are apropieri de reprezentare cu celebrul tablou Cuirassier blessé realizat de Gericault. Din acest motiv s-a indus în istoria artei din România ideea că Lapaty a fost elevul pictorului francez. Altcineva, un publicist român, a făcut afirmația că Lapaty ar fi făcut o expoziție cu zece lucrări din cele mai reprezentative pe care le-a creat. Unul din tablouri, a precizat publicistul, înfățișa o trăsură din părțile Valahiei care a fost comparată de critica de artă din Franța, privind coloritul, cu stilul lui Delacroix. Nepunând mare bază pe spusele publicistului, George Oprescu a precizat că indiferent dacă afirmațiile erau sau nu justificate, cu certitudine indiciile duc la concluzia că opera lui Lapaty a urmărit creațiile lui Gericault, Delacroix și nu în ultimul rând Ary Scheffer. Adică, Mihail Lapaty era tributar stilului romantic.
Constantin I. Stăncescu a fost la studii la Paris începând din anul 1857 timp de șapte ani de zile. Aici l-a întâlnit pentru ultima oară pe Lapaty într-o epocă ce indică anul 1858 după descrierea pe care a făcut-o într-o conferință, din păcate nedatată. Din această descriere, George Oprescu a considerat că Lapaty ar fi murit de tuberculoză:
„... Înalt, blond și înveșmântat cu o eleganță curat pariziană, debil însă și palid ca o umbră, Lapaty nu mai era, când l-am văzut eu, decât suflarea artistului energic de mai înainte și se clatină la cea mai mică adiere a vântului”.
----- Constantin I. Stăncescu Lapaty pictorele, în Amicul Familiei, mai 1868, pag. 6-7
Nicolae E. Idieru a menționat că în anul 1863 se aflau la Pinacoteca din București șapte lucrări semnate de Lapati. Istoricul George Oprescu a contrazis afirmațiile lui Idieru și a afirmat că au existat doar Buchetiera de la expoziția din Salonul de la Paris din 1857 și Portretul unui egumen și Portretul Patriarhului Eroftie al Alexandriei, ultimele două fiind clasate cu sintagma ... autori necunoscuți în catalogul pinacotecii din anul 1930. Oprescu a mai precizat că acestea sunt lucrări pe care Lapaty le-a făcut înainte să plece la studii la Paris, deoarece se resimte privindu-le, lipsa de experiență a pictorului, care a folosit un stil pictural arhaic și colțuros.

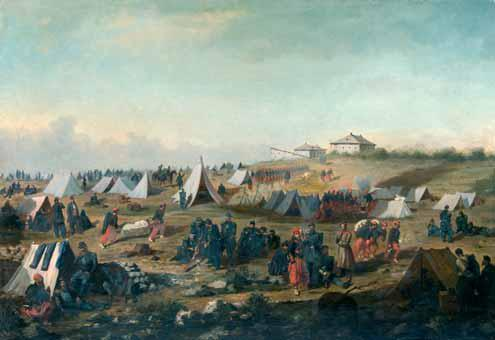
Theodor Aman - Vânători și zuavi în fața Sevastopolului
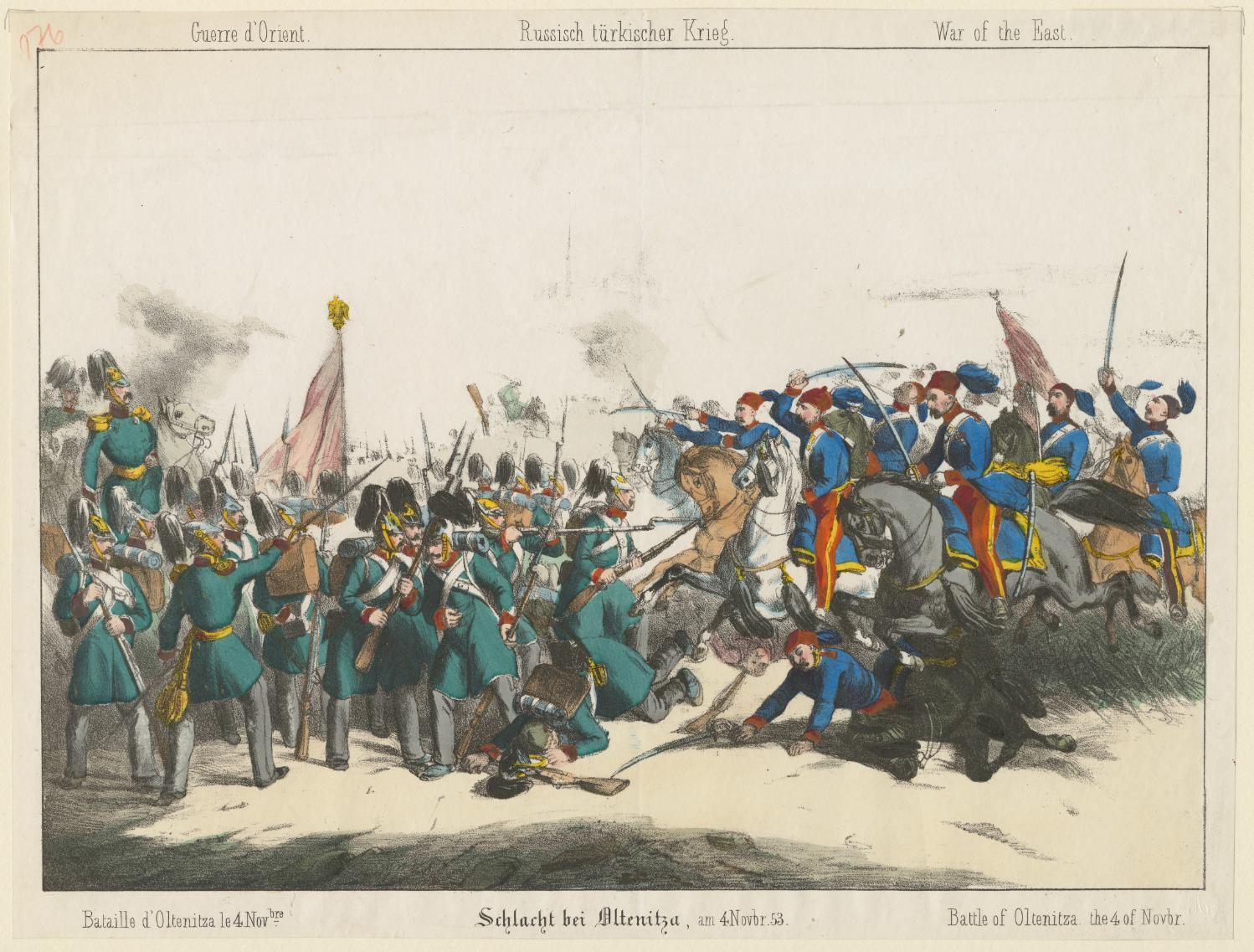
Bătălia de la Oltenița - autor necunoscut
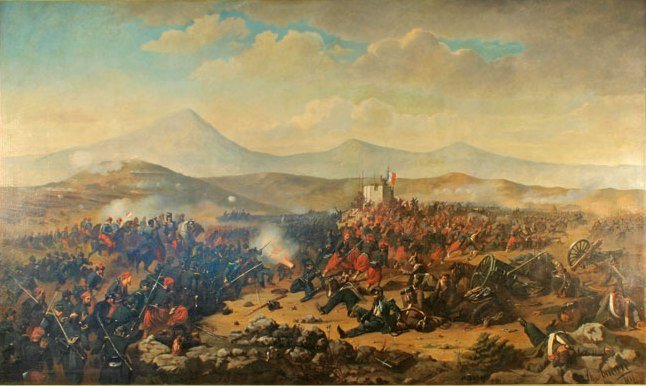
Theodor Aman - Lupta de la Alma